# Luis Marín Sabater
Luis Marín (Villafranca de Oria, 4 settembre 1906 – Gipuzkoa, 21 dicembre 1974) è stato un calciatore spagnolo, di ruolo attaccante.